# دولت‌آباد (گلبهار)
دولت‌آباد (گلبهار)، روستایی از توابع بخش گلمکانِ شهرستان گلبهار در استان خراسان رضوی ایران است. این روستا تا قبل از سال ۱۳۹۹, از توابع شهرستان چناران بوده است.
دولت‌آباد، نگین سبز در دامان کوهستان
در ۴۵ کیلومتری غرب مشهد، جایی میان آغوش کوه‌های سر به فلک کشیده و در دل طبیعتی بکر و روح‌نواز، روستای زیبای دولت‌آباد آرام گرفته است.
نام قدیمی آن خرم دره می باشد 
.
سد دولت‌آباد همچون آینه‌ای فیروزه‌ای در دل طبیعت می‌درخشد و رودخانه‌ی زلالی که از دل کوه می‌جوشد، با صدای آرام‌بخش خود روح هر رهگذری را نوازش می‌دهد. درختان سر به فلک کشیده و باغ‌های انبوه میوه، روستا را به بهشتی کوچک بدل کرده‌اند. تماشای شکوفه‌های بهاری، خنکای نسیم تابستانی، برگ‌ریزان پاییزی و سپیدی برف در زمستان، هر بار حسی تازه به جان می‌ریزد.
در نزدیکی این روستا، پیست اسکی شیرباد و تپه‌ی کوه نخود  فرصت‌هایی ناب برای کوهنوردی، اسکی، و ماجراجویی در دل طبیعت فراهم کرده‌اند.
دولت‌آباد نه‌تنها مقصدی برای آرامش است، بلکه مکانی‌ست برای تجربه‌ی ناب زندگی روستایی، دور هیاهوی شهر و در دل طبیعتی بکر و دل‌انگیز.

## جمعیت
این روستا در دهستان گلمکان قرار دارد و براساس سرشماری مرکز آمار ایران در سال ۱۳۸۵، جمعیت آن ۸۰۵ نفر (۱۹۴خانوار) بوده‌است.